# محمدکاظم صبوری
محمدکاظم صبوری(۱ فروردین ۱۳۳۱ شیروان – درگذشته ۱۶ مهر ۱۴۰۲) نماینده دوره اول (میاندوره‌ای) از حوزه انتخابیه شیروان (خراسان) بود.
| دوره | رای    | درصد |
| ---- | ------ | ---- |
| اول  | ۱۰٬۱۲۹ | ۶۵٫۹ |